# Conca Specchiulla
Conca Specchiulla, nota semplicemente come Specchiulla, è una località turistica che sorge nella parte settentrionale del territorio comunale di Otranto, in provincia di Lecce, pochi chilometri a est di Borgagne e poco più a sud delle coste di Sant'Andrea, frazioni di Melendugno.
Vicino all'alta costa rocciosa, caratterizzata da piccole insenature sabbiose, sorge, nei pressi di alcune masserie litoranee, l'omonimo villaggio residenziale, abitato, nel periodo estivo, da turisti. Nacque come progetto per una tesi di laurea in architettura. I lavori iniziarono nel 1977. Il villaggio iniziale comprendeva solo le case dell'attuale condominio Salento; le più recenti, finite di costruire nel 1985, fanno parte del condominio Medusa e del condominio Iris. Nel villaggio vi sono anche due hotel del tutto autonomi, l'hotel Solara, a tre stelle, costruito all'inizio degli anni '80, e l'hotel Daniela, a quattro stelle, dei primi anni '90.